# Rieux-Volvestre
Rieux-Volvestre é uma comuna francesa na região administrativa da Occitânia, no departamento do Alto Garona. Estende-se por uma área de 32.38 km², com 2.595 habitantes, segundo o censo de 2018, com uma densidade de 80 hab/km².